# Calamus inops
Calamus inops är en enhjärtbladig växtart som beskrevs av Odoardo Beccari och Karel Heyne. Calamus inops ingår i släktet Calamus och familjen Arecaceae. Inga underarter finns listade i Catalogue of Life.